# Михайлик Анатолій Григорович
Анатолій Григорович Михайлик (нар. 30 листопада 1937, Галайки, Тетіївський район, Київська область, Українська РСР, СРСР) — український вчений, професор, кандидат педагогічних наук.

## Життєпис
Народився 30 листопада 1937 року в селі Галайки Тетіївського району Київської області.
Проходив військово-морську службу на Балтійському морі. Після служби на флоті навчався в Ленінградському інституті культури, який закінчив у 1964 році. Протягом 1972—1975 років навчався в аспірантурі Ленінградського державного інституту культури.

### Трудова діяльність
Трудову діяльність розпочав директором Каргапольського районного будинку культури Курганської області в Росії. У 1970—1972 роках — директор Курганського обласного училища культури (нині — Державний професійно-бюджетний освітній заклад «Курганський обласний коледж культури»). Очолював відділ культурно-просвітницької роботи в Курганському обласному управлінні культури.
Після навчання в аспірантурі був направлений до Миколаєва, де тривалий час завідував кафедрою культурно-освітньої роботи, протягом 1987—1997 років обіймав посаду ректора Миколаївського філіалу Київського державного інституту культури і мистецтв. З 1999 року очолював кафедру загально-гуманітарних дисциплін в Миколаївському міжрегіональному інституті розвитку людини «Україна», наразі працює професором приватного закладу вищої освіти «Міжнародний класичний університет імені Пилипа Орлика».

### Громадська діяльність
Започаткував проведення студентської наукової конференції «Культура і природа» як завершальний етап вивчення дисциплін «Історія української культури» та «Культурологія» усіх спеціальностей, на якій студенти мають змогу продемонструвати свої знання та отримати перші навики виступів перед великою аудиторією. За ініціативи професора А. Г. Михайлика, за участь у конференції студенти отримують подяки та пам'ятні подарунки на згадку про свого першого викладача вищого навчального закладу.
Активний учасник волонтерського проекту «Школа медіаосвіти на Кінбурні», брав участь у перших «Професорських читаннях у сільській школі» в покровській школі на Кінбурні.

## Відзнаки
Нагороджений грамотами Міністерства культури України, має подяки за плідну і багаторічну роботу, нагрудний знак «За заслуги перед містом Миколаїв».
Указом Президента України відзначений Державною стипендією для видатних діячів науки, освіти, культури і мистецтва, охорони здоров'я, фізичної культури і спорту та інформаційної сфери.

## Публікації
- Михайлик А. Г. Культура як спосіб людського існування: навчальний посібник. — Миколаїв: друкарня ППКорж В. В. 2014. — 148 с.
- Михайлик А. Г. Соціологія культури: навчальний посібник. — Миколаїв: друкарня ФОП КОРЖ В. В., 2016. — 110 с.
- Михайлик А. Г. Культура і природа: навчальний посібник. — Миколаїв: друкарня ФОП КОРЖ В. В., 2017. -120 с.
- Михайлик А. Г. Культура і природа: навчальний посібник. — Миколаїв: друкарня «Іліон», 2019. — 124 с.
- Матвієнко Л. П., Михайлик А. Г. Культура і комунікація. Теорія, методика, практика: навчальний посібник. Рекомендовано Міністерством освіти і науки України. — Миколаїв: ММІРЛ «Україна», 2005. — 196 с.
- Матвієнко Л. П., Михайлик А. Г., Макаренко О. П. Культура південноукраїнського регіону. Питання міжетнічної комунікації: навч.посібник. Рекомендовано Міністерством освіти і науки України / За заг. ред. канд. пед. наук, проф. А. Г. Михайлика. — Миколаїв: Вид. Прокопчук Т. Ю., 2010. — 322 с.
- Культура Півдня України: матеріали міжрегіональної науково-практичної конференції «Поліетнічна культура Півдня України: історичні особливості формування та сучасні проблеми розвитку» (присвяченої 70-річчю утворення Миколаївської області) / За ред. канд. пед. наук, проф. А. Г. Михайлика. — Миколаїв: ММІРЛ «Україна», 2007. — 198 с.